# セヴェルスク
座標: 北緯56度36分 東経84度52分 / 北緯56.600度 東経84.867度

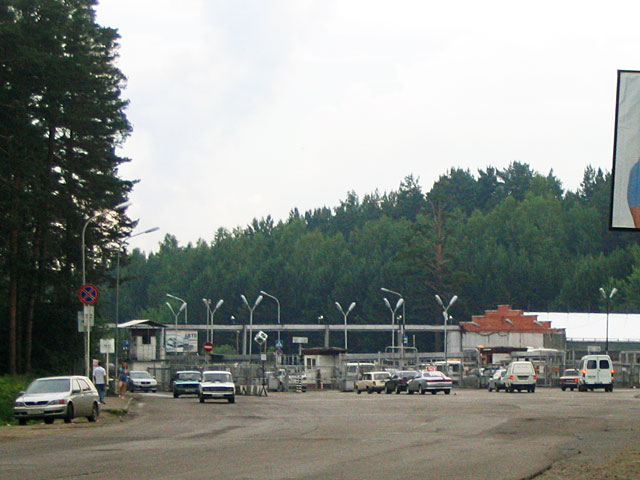
セヴェルスク市入り口にあるゲート

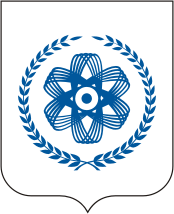
セヴェルスク市章

セヴェルスク（Се́верск, Seversk）は、ロシア連邦トムスク州の都市。人口は10万6648人（2021年）。トムスク市から北西に15キロメートル。トミ川に臨む。1956年に都市として登録された。

## シベリア化学コンビナート
1949年3月26日、ソビエト連邦政府はトムスク市の付近に高濃縮ウランとプルトニウムを生産する軍事工場を建設することを決定した。その後、1958年に世界ではじめての核兵器工場 (AES-1) が建設された。これらの工場群は、後にシベリア化学コンビナート (Siberian Chemical Combine、SCC) と呼ばれるようになった。1953年から稼動している工場では、ウラン濃縮と転換やプルトニウム生産用原子炉の運転、そこから発生する使用済み核燃料の再処理などが行なわれている。
SCCにはプルトニウムを生産するための原子炉があり、発生した使用済み核燃料を再処理して核弾頭が生産されていた。そのために、セヴェルスクはソビエト連邦時代には秘密都市とされ、郵便番号であるトムスク-7という名で呼ばれていた。SCCに建設された5基のプルトニウム生産炉は米国との協定により1～3号炉 (Ivan1、Ivan2、ADE-3) は運転を停止したが、4号炉 (ADE-4) と5号炉 (ADE-5) はセヴェルスク市とトムスク市の電力需要をまかなっているため、冷戦終了後も2008年までシビルスカヤ原子力発電所として稼動を続けた。
1993年4月6日、放射性物質を貯蔵していたタンクが爆発し、操業以来、最悪の事故となった。
2016年8月に、BREST-300-ODを同地に建設することが決定され、準備工事が2020年5月に開始された。